# Lila Presqu'île
Lila Presqu'île est le nom du réseau de transport collectif desservant le territoire de la communauté d'agglomération de la Presqu'île de Guérande Atlantique (Cap Atlantique).

## Historique
Le syndicat mixte des transports collectifs routiers de la presqu'île de Guérande Atlantique est créé le 22 décembre 2003. Il est alors composé de Cap Atlantique, de la Loire-Atlantique et du Morbihan. Il a pour but d'organiser les transports en commun sur le territoire de Cap Atlantique à la suite de la création de ce dernier l'année précédente. Les lignes organisées par le syndicat sont intégrées au réseau d'autocars départemental Réseau Atlantic', puis Lila à partir de 2006, sous le nom de Réseau Cap Atlantic'.
Le 1er septembre 2015, les lignes du Syndicat mixte sont détachées du réseau Lila pour constituer un réseau à part entière dénommé Lila Presqu'île. Le lancement de ce nouveau réseau est accompagné d'une importante restructuration, d'une nouvelle numérotation (les lignes passent des lettres aux chiffres), d'une nouvelle charte graphique et d'une nouvelle tarification,.
En 2017, les deux départements quittent le syndicat mixte et laissent leur place aux régions Pays de la Loire et Bretagne en application de la loi NOTRe transférant la gestion des transports interurbains aux régions.
Le 4 septembre 2017, la ligne 3 et la ligne T1 du réseau STRAN sont fusionnées pour donner naissance à la ligne mutualisée L13.
Le site internet est lancé en avril 2021.
Le 1er juin 2022, la ligne 20, ligne interne à La Baule-Escoublac, est remplacée par deux lignes en boucle : la ligne 20 Est pour la partie est de la ville et la ligne 20 Ouest pour la partie ouest. Des correspondances sont prévues entre ces deux lignes aux arrêts Gare SNCF Sud et Complexe Alain Burban,.
Le 20 juin 2024, le conseil communautaire de Cap Atlantique autorise une convention entre leurs services et la région Bretagne et Pays de la Loire pour une continuité de services. Cette session fixe aussi une nouvelle DSP qui prendrait effet au 1er septembre 2025.

## Organisation
Le syndicat mixte des transports collectifs routiers de la presqu'île de Guérande Atlantique est l'autorité organisatrice. Cette compétence lui a été déléguée par Cap Atlantique. Ce syndicat est composé et financé par la région Pays de la Loire (54 %), Cap Atlantique (42 %) et la région Bretagne (4 %).
L'exploitation du réseau est confiée à des transporteurs privés. Maury Transports, filiale du groupe FAST, et Keolis Atlantique, filiale du groupe Keolis, sont les deux titulaires des marchés publics depuis 2015 concernant les lignes régulières et le transport scolaire. VAD, filiale du groupe Transdev, était titulaire du marché concernant le transport à la demande en porte à porte avant d'être remplacé en 2021 par Titi Floris,,.
En décembre 2022, la région Bretagne annonce son intention de retrait du Syndicat mixte au 1er septembre 2024 et la reprise des services relevant de sa compétence. Les marchés publics devant se terminer au 31 août 2023, le Syndicat mixte décide de les prolonger d'un an et choisit la Délégation de Service Public comme futur mode d'exploitation du réseau à compter du 1er septembre 2024. Une procédure de mise en concurrence est lancée dans ce sens mais en mai 2023, la région Pays de la Loire annonce à son tour son intention de quitter le Syndicat mixte, provoquant sa dissolution de droit. La procédure de mise en concurrence lancée par le Syndicat mixte est déclarée sans suite,,,.
Cap Atlantique, qui doit reprendre la compétence au 1er septembre 2024, choisit la Délégation de Service Public comme futur mode d'exploitation du réseau. En raison de délai trop court, celle-ci ne pourra commencer qu'au 1er septembre 2025. Entre ces deux dates, des marchés publics d'une durée d'un an permettront d'assurer la continuité du service ,.

## Réseau

### Lignes régulières

#### Lignes structurantes
Le réseau comprend trois lignes dites structurantes, autour desquelles le réseau se construit.
| Ligne | Caractéristiques | Caractéristiques | Caractéristiques | Caractéristiques | Caractéristiques | Caractéristiques | Caractéristiques | Caractéristiques | Caractéristiques |
| 1     | Athanor (Guérande) ⥋ Place des Palmiers (La Baule-Escoublac) | Athanor (Guérande) ⥋ Place des Palmiers (La Baule-Escoublac)                                                          | Athanor (Guérande) ⥋ Place des Palmiers (La Baule-Escoublac)                                                          | Athanor (Guérande) ⥋ Place des Palmiers (La Baule-Escoublac)                                                          | Athanor (Guérande) ⥋ Place des Palmiers (La Baule-Escoublac)                                                          | Athanor (Guérande) ⥋ Place des Palmiers (La Baule-Escoublac)                                                          | Athanor (Guérande) ⥋ Place des Palmiers (La Baule-Escoublac)                                                          | Athanor (Guérande) ⥋ Place des Palmiers (La Baule-Escoublac)                                                          | Athanor (Guérande) ⥋ Place des Palmiers (La Baule-Escoublac)                                                          |
| ----- | --- | --- | --- | --- | --- | --- | --- | --- | --- |
| 1     | Ouverture / Fermeture 1er septembre 2015 / — | Longueur 9,6 km | Durée 21 min | Nb. d’arrêts 13 | Matériel Citaro C2 | Jours de fonctionnement L, Ma, Me, J, V, S, D                                                                         | Jour / Soir / Nuit / Fêtes O / N / N / O                                                                              | Voy. / an 76 719 | Exploitant Maury Transports                                                                                           |
| 1     | Desserte : - Villes desservies : Guérande, La Baule-Escoublac - Principaux lieux desservis : La Baule-Escoublac (place des Plamiers ; église Sainte-Thérèse de La Baule-les-Pins ; lycée-collège de Grand Air ; cimetière de La Baule-Escoublac ; gare de La Baule-Escoublac (accès nord) ; complexe sportif des Salines ; maison des jeunes et de la culture) ; Guérande (ZAC des Salines ; village de Careil ; camping Tremondec ; Lunapark ; château de Villeneuve ; ZAC de Guérande ; école Saint-Aubin ; ciné Presqu'Île ; école du Bois-Rochefort ; centre commercial Athanor) - Gares desservies : gare de La Baule-Escoublac | | | | | | | | |
| 1     | Autre : - Date de dernière mise à jour : 4 juin 2020 | | | | | | | | |
| 1     | Dernière actualisation : — | | | | | | | | |
| 2     | Ranrouët (Herbignac) ⥋ Gare SNCF (Saint-Nazaire) | Ranrouët (Herbignac) ⥋ Gare SNCF (Saint-Nazaire)                                                                      | Ranrouët (Herbignac) ⥋ Gare SNCF (Saint-Nazaire)                                                                      | Ranrouët (Herbignac) ⥋ Gare SNCF (Saint-Nazaire)                                                                      | Ranrouët (Herbignac) ⥋ Gare SNCF (Saint-Nazaire)                                                                      | Ranrouët (Herbignac) ⥋ Gare SNCF (Saint-Nazaire)                                                                      | Ranrouët (Herbignac) ⥋ Gare SNCF (Saint-Nazaire)                                                                      | Ranrouët (Herbignac) ⥋ Gare SNCF (Saint-Nazaire)                                                                      | Ranrouët (Herbignac) ⥋ Gare SNCF (Saint-Nazaire)                                                                      |
| 2     | Ouverture / Fermeture 1er septembre 2015 / — | Longueur vers Herbignac : 40,8 km vers Saint-Nazaire : 41,8 km                                                        | Durée vers Herbignac : entre 53 et 57 minutes vers Saint-Nazaire : entre 56 et 60 min                                 | Nb. d’arrêts 22 | Matériel Starter LE S416 LE Business                                                                                  | Jours de fonctionnement L, Ma, Me, J, V, S, D                                                                         | Jour / Soir / Nuit / Fêtes O / N / N / O                                                                              | Voy. / an 179 627 | Exploitant Maury Transports                                                                                           |
| 2     | Desserte : - Villes desservies : Herbignac, Saint-Lyphard, Guérande, Saint-Nazaire. - Principaux lieux desservis : Herbignac (école René-Guy-Cadou) ; Saint-Lyphard (école Sainte-Anne ; résidence de la Brière ; office de tourisme ; église de Saint-Lyphard ; mairie de Saint-Lyphard ; village de Kerhinet) ; Guérande (collège Jacques-Brel ; complexe sportif Jean-Ménager ; centre commercial Athanor ; école du Bois-Rochefort ; ciné Presqu'Île ; école de Saint-Aubin ; ZAC de Guérande ; château de Villeneuve) ; Saint-Nazaire (gymnase de la Berthauderie ; collège Jean-Moulin ; dépôt d'exploitation Keolis Atlantique ; gare de Saint-Nazaire - Gares et stations Hélyce desservies : gare de Saint-Nazaire | | | | | | | | |
| 2     | Autre : - Date de dernière mise à jour : 4 juin 2020 | | | | | | | | |
| 2     | Dernière actualisation : — | | | | | | | | |
| L13   | Gare SNCF (La Baule-Escoublac) / Le Guézy (La Baule-Escoublac / à certains services) ⥋ Cité sanitaire (Saint-Nazaire) | Gare SNCF (La Baule-Escoublac) / Le Guézy (La Baule-Escoublac / à certains services) ⥋ Cité sanitaire (Saint-Nazaire) | Gare SNCF (La Baule-Escoublac) / Le Guézy (La Baule-Escoublac / à certains services) ⥋ Cité sanitaire (Saint-Nazaire) | Gare SNCF (La Baule-Escoublac) / Le Guézy (La Baule-Escoublac / à certains services) ⥋ Cité sanitaire (Saint-Nazaire) | Gare SNCF (La Baule-Escoublac) / Le Guézy (La Baule-Escoublac / à certains services) ⥋ Cité sanitaire (Saint-Nazaire) | Gare SNCF (La Baule-Escoublac) / Le Guézy (La Baule-Escoublac / à certains services) ⥋ Cité sanitaire (Saint-Nazaire) | Gare SNCF (La Baule-Escoublac) / Le Guézy (La Baule-Escoublac / à certains services) ⥋ Cité sanitaire (Saint-Nazaire) | Gare SNCF (La Baule-Escoublac) / Le Guézy (La Baule-Escoublac / à certains services) ⥋ Cité sanitaire (Saint-Nazaire) | Gare SNCF (La Baule-Escoublac) / Le Guézy (La Baule-Escoublac / à certains services) ⥋ Cité sanitaire (Saint-Nazaire) |
| L13   | Ouverture / Fermeture 4 septembre 2017 / — | Longueur vers gare SNCF : 15,5 km vers Le Guézy : 11,3 km                                                             | Durée 40 min / 25 min                                                                                                 | Nb. d’arrêts vers gare SNCF : 30 / vers Le Guézy : 23                                                                 | Matériel Lion's City A37                                                                                              | Jours de fonctionnement L, Ma, Me, J, V, S, D                                                                         | Jour / Soir / Nuit / Fêtes O / N / N / O                                                                              | Voy. / an 261 926 | Exploitant Keolis Atlantique                                                                                          |
| L13   | Desserte : - Villes desservies : La Baule-Escoublac, Pornichet, Saint-Nazaire. - Principaux lieux desservis : Saint-Nazaire (centre hospitalier, maison de quartier de la Bouletterie, lycée d'Heinlex, gymnase d'Heinlex, centre commercial Océanis, rond-point Océanis) ; Pornichet (camping des Loriettes, salle du Moulin d'Argent, école Sainte-Germaine, église Saint-Sébastien, tennis de Pornichet, hippodrome de Pornichet, square des Combattants d'Indochine, office de tourisme, les halles de Pornichet, square Léopold-Hervo, port d'échouage, mairie de Pornichet, plage des Librairies, collège du Sacré-Cœur, église Notre-Dame-des-Dunes, gare de Pornichet ; La Baule-Escoublac (mairie annexe du Guézy, plages de La Baule, place des Palmiers, église Sainte-Thérèse de La Baule-les-Pins, lycée-collège de Grand Air, gare de La Baule-Escoublac (accès BV), place de la Victoire). - Gares et stations Hélyce desservies : gare de La Baule-Escoublac, gare de Pornichet, Océanis, Heinlex, Bouletterie, cité sanitaire | | | | | | | | |
| L13   | Autre : - Particularité : ligne mutualisée avec le réseau Ycéo - Date de dernière mise à jour : 16 novembre 2024 | | | | | | | | |
| L13   | Dernière actualisation : — | | | | | | | | |

#### Lignes de proximité
Le réseau est constitué de six lignes dites de proximité. Elles desservent les communes non-desservies par les lignes structurantes. Leur fréquence est donc plus faible que les trois lignes ci-dessus.
| Ligne | Caractéristiques | Caractéristiques                                                 | Caractéristiques                                                 | Caractéristiques                                                 | Caractéristiques                                                 | Caractéristiques                                                 | Caractéristiques                                                 | Caractéristiques                                                 | Caractéristiques                                                 |
| 4     | Pen an Ran (Piriac-sur-Mer) ⥋ Gare SNCF (La Baule-Escoublac) | Pen an Ran (Piriac-sur-Mer) ⥋ Gare SNCF (La Baule-Escoublac)     | Pen an Ran (Piriac-sur-Mer) ⥋ Gare SNCF (La Baule-Escoublac)     | Pen an Ran (Piriac-sur-Mer) ⥋ Gare SNCF (La Baule-Escoublac)     | Pen an Ran (Piriac-sur-Mer) ⥋ Gare SNCF (La Baule-Escoublac)     | Pen an Ran (Piriac-sur-Mer) ⥋ Gare SNCF (La Baule-Escoublac)     | Pen an Ran (Piriac-sur-Mer) ⥋ Gare SNCF (La Baule-Escoublac)     | Pen an Ran (Piriac-sur-Mer) ⥋ Gare SNCF (La Baule-Escoublac)     | Pen an Ran (Piriac-sur-Mer) ⥋ Gare SNCF (La Baule-Escoublac)     |
| ----- | --- | ---------------------------------------------------------------- | ---------------------------------------------------------------- | ---------------------------------------------------------------- | ---------------------------------------------------------------- | ---------------------------------------------------------------- | ---------------------------------------------------------------- | ---------------------------------------------------------------- | ---------------------------------------------------------------- |
| 4     | Ouverture / Fermeture 1er septembre 2015 / — | Longueur —                                                       | Durée —                                                          | Nb. d’arrêts —                                                   | Matériel Citibus                                                 | Jours de fonctionnement L, Ma, Me, J, V, S, D                    | Jour / Soir / Nuit / Fêtes O / N / N / O                         | Voy. / an 55 778                                                 | Exploitant Maury Transports                                      |
| 4     | Desserte : - Villes desservies : Piriac-sur-Mer, La Turballe, Guérande, La Baule-Escoublac - Gares desservies : gare de La Baule-Escoublac                                                                         |                                                                  |                                                                  |                                                                  |                                                                  |                                                                  |                                                                  |                                                                  |                                                                  |
| 4     | Autre : - Date de dernière mise à jour : 31 mai 2020 |                                                                  |                                                                  |                                                                  |                                                                  |                                                                  |                                                                  |                                                                  |                                                                  |
| 4     | Dernière actualisation : — |                                                                  |                                                                  |                                                                  |                                                                  |                                                                  |                                                                  |                                                                  |                                                                  |
| 5     | Océarium (Le Croisic) ⥋ Beauséjour (Guérande) | Océarium (Le Croisic) ⥋ Beauséjour (Guérande)                    | Océarium (Le Croisic) ⥋ Beauséjour (Guérande)                    | Océarium (Le Croisic) ⥋ Beauséjour (Guérande)                    | Océarium (Le Croisic) ⥋ Beauséjour (Guérande)                    | Océarium (Le Croisic) ⥋ Beauséjour (Guérande)                    | Océarium (Le Croisic) ⥋ Beauséjour (Guérande)                    | Océarium (Le Croisic) ⥋ Beauséjour (Guérande)                    | Océarium (Le Croisic) ⥋ Beauséjour (Guérande)                    |
| 5     | Ouverture / Fermeture 1er septembre 2015 / — | Longueur —                                                       | Durée —                                                          | Nb. d’arrêts —                                                   | Matériel Citaro C2                                               | Jours de fonctionnement L, Ma, Me, J, V, S, D                    | Jour / Soir / Nuit / Fêtes O / N / N / O                         | Voy. / an 55 833                                                 | Exploitant Maury Transports                                      |
| 5     | Desserte : - Villes et lieux desservis : Le Croisic, Batz-sur-Mer, Le Pouliguen, Guérande - Gares desservies : gare du Croisic, gare du Pouliguen                                                                  |                                                                  |                                                                  |                                                                  |                                                                  |                                                                  |                                                                  |                                                                  |                                                                  |
| 5     | Autre : - Date de dernière mise à jour : 31 mai 2020 |                                                                  |                                                                  |                                                                  |                                                                  |                                                                  |                                                                  |                                                                  |                                                                  |
| 5     | Dernière actualisation : — |                                                                  |                                                                  |                                                                  |                                                                  |                                                                  |                                                                  |                                                                  |                                                                  |
| 6     | Gare SNCF (Le Croisic) ⥋ Place des Palmiers (La Baule-Escoublac) | Gare SNCF (Le Croisic) ⥋ Place des Palmiers (La Baule-Escoublac) | Gare SNCF (Le Croisic) ⥋ Place des Palmiers (La Baule-Escoublac) | Gare SNCF (Le Croisic) ⥋ Place des Palmiers (La Baule-Escoublac) | Gare SNCF (Le Croisic) ⥋ Place des Palmiers (La Baule-Escoublac) | Gare SNCF (Le Croisic) ⥋ Place des Palmiers (La Baule-Escoublac) | Gare SNCF (Le Croisic) ⥋ Place des Palmiers (La Baule-Escoublac) | Gare SNCF (Le Croisic) ⥋ Place des Palmiers (La Baule-Escoublac) | Gare SNCF (Le Croisic) ⥋ Place des Palmiers (La Baule-Escoublac) |
| 6     | Ouverture / Fermeture 1er septembre 2015 / — | Longueur 24,5 km                                                 | Durée 1h00 / 45 min                                              | Nb. d’arrêts 47                                                  | Matériel Mercedes Conecto 2021 Hybrid                            | Jours de fonctionnement L, Ma, Me, J, V, S, D                    | Jour / Soir / Nuit / Fêtes O / N / N / O                         | Voy. / an 62 547                                                 | Exploitant Keolis Atlantique / Maury Transports                  |
| 6     | Desserte : - Villes et lieux desservis : Le Croisic, Batz-sur-Mer, Le Pouliguen, La Baule-Escoublac - Gares desservies : gare du Croisic, gare du Pouliguen, gare de La Baule-Escoublac, gare de La Baule-les-Pins |                                                                  |                                                                  |                                                                  |                                                                  |                                                                  |                                                                  |                                                                  |                                                                  |
| 6     | Autre : - Date de dernière mise à jour : 16 novembre 2024 |                                                                  |                                                                  |                                                                  |                                                                  |                                                                  |                                                                  |                                                                  |                                                                  |
| 6     | Dernière actualisation : — |                                                                  |                                                                  |                                                                  |                                                                  |                                                                  |                                                                  |                                                                  |                                                                  |
| 7     | Phare de Tréhiguier (Pénestin) ⥋ Athanor (Guérande) | Phare de Tréhiguier (Pénestin) ⥋ Athanor (Guérande)              | Phare de Tréhiguier (Pénestin) ⥋ Athanor (Guérande)              | Phare de Tréhiguier (Pénestin) ⥋ Athanor (Guérande)              | Phare de Tréhiguier (Pénestin) ⥋ Athanor (Guérande)              | Phare de Tréhiguier (Pénestin) ⥋ Athanor (Guérande)              | Phare de Tréhiguier (Pénestin) ⥋ Athanor (Guérande)              | Phare de Tréhiguier (Pénestin) ⥋ Athanor (Guérande)              | Phare de Tréhiguier (Pénestin) ⥋ Athanor (Guérande)              |
| 7     | Ouverture / Fermeture 1er septembre 2015 / — | Longueur —                                                       | Durée —                                                          | Nb. d’arrêts —                                                   | Matériel Sprinter                                                | Jours de fonctionnement L, Ma, Me, J, V, S, D                    | Jour / Soir / Nuit / Fêtes O / N / N / O                         | Voy. / an 17 857                                                 | Exploitant Maury Transports                                      |
| 7     | Desserte : - Villes et lieux desservis : Pénestin, Assérac, Saint-Molf, Guérande |                                                                  |                                                                  |                                                                  |                                                                  |                                                                  |                                                                  |                                                                  |                                                                  |
| 7     | Autre : - Date de dernière mise à jour : 4 juin 2020 |                                                                  |                                                                  |                                                                  |                                                                  |                                                                  |                                                                  |                                                                  |                                                                  |
| 7     | Dernière actualisation : — |                                                                  |                                                                  |                                                                  |                                                                  |                                                                  |                                                                  |                                                                  |                                                                  |
| 8     | Mairie (Camoël) ⥋ Champ de Foire (Herbignac) | Mairie (Camoël) ⥋ Champ de Foire (Herbignac)                     | Mairie (Camoël) ⥋ Champ de Foire (Herbignac)                     | Mairie (Camoël) ⥋ Champ de Foire (Herbignac)                     | Mairie (Camoël) ⥋ Champ de Foire (Herbignac)                     | Mairie (Camoël) ⥋ Champ de Foire (Herbignac)                     | Mairie (Camoël) ⥋ Champ de Foire (Herbignac)                     | Mairie (Camoël) ⥋ Champ de Foire (Herbignac)                     | Mairie (Camoël) ⥋ Champ de Foire (Herbignac)                     |
| 8     | Ouverture / Fermeture 1er septembre 2015 / — | Longueur —                                                       | Durée —                                                          | Nb. d’arrêts —                                                   | Matériel Caravelle                                               | Jours de fonctionnement L, Ma, Me, J, V, S, D                    | Jour / Soir / Nuit / Fêtes O / N / N / O                         | Voy. / an 2 592                                                  | Exploitant Maury Transports                                      |
| 8     | Desserte : - Villes et lieux desservis : Camoël, Férel, Herbignac |                                                                  |                                                                  |                                                                  |                                                                  |                                                                  |                                                                  |                                                                  |                                                                  |
| 8     | Autre : - Particularité : l'été, la ligne est prolongée jusqu'à Pénestin - Date de dernière mise à jour : 31 mai 2020                                                                                              |                                                                  |                                                                  |                                                                  |                                                                  |                                                                  |                                                                  |                                                                  |                                                                  |
| 8     | Dernière actualisation : — |                                                                  |                                                                  |                                                                  |                                                                  |                                                                  |                                                                  |                                                                  |                                                                  |
| 9     | Quimiac (Mesquer) ⥋ Athanor (Guérande) | Quimiac (Mesquer) ⥋ Athanor (Guérande)                           | Quimiac (Mesquer) ⥋ Athanor (Guérande)                           | Quimiac (Mesquer) ⥋ Athanor (Guérande)                           | Quimiac (Mesquer) ⥋ Athanor (Guérande)                           | Quimiac (Mesquer) ⥋ Athanor (Guérande)                           | Quimiac (Mesquer) ⥋ Athanor (Guérande)                           | Quimiac (Mesquer) ⥋ Athanor (Guérande)                           | Quimiac (Mesquer) ⥋ Athanor (Guérande)                           |
| 9     | Ouverture / Fermeture 1er septembre 2015 / — | Longueur —                                                       | Durée —                                                          | Nb. d’arrêts —                                                   | Matériel Caravelle                                               | Jours de fonctionnement L, Ma, Me, J, V, S, D                    | Jour / Soir / Nuit / Fêtes O / N / N / O                         | Voy. / an 4 664                                                  | Exploitant Maury Transports                                      |
| 9     | Desserte : - Villes et lieux desservis : Mesquer, Guérande |                                                                  |                                                                  |                                                                  |                                                                  |                                                                  |                                                                  |                                                                  |                                                                  |
| 9     | Autre : - Date de dernière mise à jour : 31 mai 2020 |                                                                  |                                                                  |                                                                  |                                                                  |                                                                  |                                                                  |                                                                  |                                                                  |
| 9     | Dernière actualisation : — |                                                                  |                                                                  |                                                                  |                                                                  |                                                                  |                                                                  |                                                                  |                                                                  |

#### Navettes locales
| Ligne    | Caractéristiques | Caractéristiques                    | Caractéristiques                    | Caractéristiques                    | Caractéristiques                    | Caractéristiques                              | Caractéristiques                         | Caractéristiques                    | Caractéristiques                    |
| 10       | Ty'Gwen | Ty'Gwen                             | Ty'Gwen                             | Ty'Gwen                             | Ty'Gwen                             | Ty'Gwen                                       | Ty'Gwen                                  | Ty'Gwen                             | Ty'Gwen                             |
| 10       | Guérande Athanor ⥋ Guérande Athanor | Guérande Athanor ⥋ Guérande Athanor | Guérande Athanor ⥋ Guérande Athanor | Guérande Athanor ⥋ Guérande Athanor | Guérande Athanor ⥋ Guérande Athanor | Guérande Athanor ⥋ Guérande Athanor           | Guérande Athanor ⥋ Guérande Athanor      | Guérande Athanor ⥋ Guérande Athanor | Guérande Athanor ⥋ Guérande Athanor |
| -------- | --- | ----------------------------------- | ----------------------------------- | ----------------------------------- | ----------------------------------- | --------------------------------------------- | ---------------------------------------- | ----------------------------------- | ----------------------------------- |
| 10       | Ouverture / Fermeture 1er septembre 2015 / — | Longueur —                          | Durée —                             | Nb. d’arrêts —                      | Matériel City 29 Efes Citybus       | Jours de fonctionnement L, Ma, Me, J, V, S, D | Jour / Soir / Nuit / Fêtes O / N / N / O | Voy. / an 27 193                    | Exploitant Maury Transports         |
| 10       | Desserte : - Villes et lieux desservis : Guérande |                                     |                                     |                                     |                                     |                                               |                                          |                                     |                                     |
| 10       | Autre : - Particularité : ligne circulaire interne à Guérande - Date de dernière mise à jour : 31 mai 2020                                                |                                     |                                     |                                     |                                     |                                               |                                          |                                     |                                     |
| 10       | Dernière actualisation : — |                                     |                                     |                                     |                                     |                                               |                                          |                                     |                                     |
| 20 Est   | La Baule Bus | La Baule Bus                        | La Baule Bus                        | La Baule Bus                        | La Baule Bus                        | La Baule Bus                                  | La Baule Bus                             | La Baule Bus                        | La Baule Bus                        |
| 20 Est   | La Baule-Escoublac, gare SNCF ⥋ La Baule-Escoublac, gare SNCF                                                                                             |                                     |                                     |                                     |                                     |                                               |                                          |                                     |                                     |
| 20 Est   | Ouverture / Fermeture 1er juin 2022 / — | Longueur —                          | Durée —                             | Nb. d’arrêts —                      | Matériel City 29 Efes Citybus       | Jours de fonctionnement L, Ma, Me, J, V, S, D | Jour / Soir / Nuit / Fêtes O / N / N / O | Voy. / an —                         | Exploitant Maury Transports         |
| 20 Est   | Desserte : - Villes et lieux desservis : La Baule-Escoublac - Gares desservies : gare de La Baule-Escoublac, gare de La Baule-les-Pins, gare de Pornichet |                                     |                                     |                                     |                                     |                                               |                                          |                                     |                                     |
| 20 Est   | Autre : - Date de dernière mise à jour : 1er juin 2022 |                                     |                                     |                                     |                                     |                                               |                                          |                                     |                                     |
| 20 Est   | Dernière actualisation : — |                                     |                                     |                                     |                                     |                                               |                                          |                                     |                                     |
| 20 Ouest | La Baule Bus | La Baule Bus                        | La Baule Bus                        | La Baule Bus                        | La Baule Bus                        | La Baule Bus                                  | La Baule Bus                             | La Baule Bus                        | La Baule Bus                        |
| 20 Ouest | La Baule-Escoublac, gare SNCF ⥋ La Baule-Escoublac, gare SNCF                                                                                             |                                     |                                     |                                     |                                     |                                               |                                          |                                     |                                     |
| 20 Ouest | Ouverture / Fermeture 1er juin 2022 / — | Longueur —                          | Durée —                             | Nb. d’arrêts —                      | Matériel City 29 Efes Citybus       | Jours de fonctionnement L, Ma, Me, J, V, S, D | Jour / Soir / Nuit / Fêtes O / N / N / O | Voy. / an —                         | Exploitant Maury Transports         |
| 20 Ouest | Desserte : - Villes et lieux desservis : La Baule-Escoublac - Gare desservie : gare de La Baule-Escoublac                                                 |                                     |                                     |                                     |                                     |                                               |                                          |                                     |                                     |
| 20 Ouest | Autre : - Date de dernière mise à jour : 1er juin 2022 |                                     |                                     |                                     |                                     |                                               |                                          |                                     |                                     |
| 20 Ouest | Dernière actualisation : — |                                     |                                     |                                     |                                     |                                               |                                          |                                     |                                     |
| 30       | Croisi'Bus | Croisi'Bus                          | Croisi'Bus                          | Croisi'Bus                          | Croisi'Bus                          | Croisi'Bus                                    | Croisi'Bus                               | Croisi'Bus                          | Croisi'Bus                          |
| 30       | Le Croisic, gare SNCF ⥋ Le Croisic, gare SNCF |                                     |                                     |                                     |                                     |                                               |                                          |                                     |                                     |
| 30       | Ouverture / Fermeture 1er septembre 2015 / — | Longueur —                          | Durée —                             | Nb. d’arrêts —                      | Matériel City 29 Efes Citybus       | Jours de fonctionnement L, Ma, Me, J, V, S, D | Jour / Soir / Nuit / Fêtes O / N / N / O | Voy. / an 5 949                     | Exploitant Maury Transports         |
| 30       | Desserte : - Villes et lieux desservis : Le Croisic - Gares desservies : gare du Croisic                                                                  |                                     |                                     |                                     |                                     |                                               |                                          |                                     |                                     |
| 30       | Autre : - Particularité : la ligne ne circule que d'avril à septembre - Date de dernière mise à jour : 31 mai 2020                                        |                                     |                                     |                                     |                                     |                                               |                                          |                                     |                                     |
| 30       | Dernière actualisation : — |                                     |                                     |                                     |                                     |                                               |                                          |                                     |                                     |

#### Lignes sur réservation
Les lignes sur réservation sont les lignes de TAD au nord de la Brière : elles relient Herbignac à La Roche-Bernard et La Chapelle-des-Marais.
| Ligne | Caractéristiques                                                                                       | Caractéristiques                                            | Caractéristiques                                            | Caractéristiques                                            | Caractéristiques                                            | Caractéristiques                                            | Caractéristiques                                            | Caractéristiques                                            | Caractéristiques                                            |
| A1    | Herbignac, église ⥋ La Chapelle-des-Marais, centre                                                     | Herbignac, église ⥋ La Chapelle-des-Marais, centre          | Herbignac, église ⥋ La Chapelle-des-Marais, centre          | Herbignac, église ⥋ La Chapelle-des-Marais, centre          | Herbignac, église ⥋ La Chapelle-des-Marais, centre          | Herbignac, église ⥋ La Chapelle-des-Marais, centre          | Herbignac, église ⥋ La Chapelle-des-Marais, centre          | Herbignac, église ⥋ La Chapelle-des-Marais, centre          | Herbignac, église ⥋ La Chapelle-des-Marais, centre          |
| ----- | --- | ----------------------------------------------------------- | ----------------------------------------------------------- | ----------------------------------------------------------- | ----------------------------------------------------------- | ----------------------------------------------------------- | ----------------------------------------------------------- | ----------------------------------------------------------- | ----------------------------------------------------------- |
| A1    | Ouverture / Fermeture 1er septembre 2015 / —                                                           | Longueur —                                                  | Durée —                                                     | Nb. d’arrêts —                                              | Matériel Caravelle                                          | Jours de fonctionnement L, Ma, Me, J, V, S                  | Jour / Soir / Nuit / Fêtes O / N / N / N                    | Voy. / an 271 (A1 et A2)                                    | Exploitant Maury Transports                                 |
| A1    | Desserte : - Villes et lieux desservis : Herbignac, La Chapelle-des-Marais                             |                                                             |                                                             |                                                             |                                                             |                                                             |                                                             |                                                             |                                                             |
| A1    | Autre : - Particularité : ligne virtuelle sur réservation - Date de dernière mise à jour : 31 mai 2020 |                                                             |                                                             |                                                             |                                                             |                                                             |                                                             |                                                             |                                                             |
| A1    | Dernière actualisation : —                                                                             |                                                             |                                                             |                                                             |                                                             |                                                             |                                                             |                                                             |                                                             |
| A2    | Herbignac, église ⥋ La Roche-Bernard, boulevard de Bretagne                                            | Herbignac, église ⥋ La Roche-Bernard, boulevard de Bretagne | Herbignac, église ⥋ La Roche-Bernard, boulevard de Bretagne | Herbignac, église ⥋ La Roche-Bernard, boulevard de Bretagne | Herbignac, église ⥋ La Roche-Bernard, boulevard de Bretagne | Herbignac, église ⥋ La Roche-Bernard, boulevard de Bretagne | Herbignac, église ⥋ La Roche-Bernard, boulevard de Bretagne | Herbignac, église ⥋ La Roche-Bernard, boulevard de Bretagne | Herbignac, église ⥋ La Roche-Bernard, boulevard de Bretagne |
| A2    | Ouverture / Fermeture 1er septembre 2015 / —                                                           | Longueur —                                                  | Durée —                                                     | Nb. d’arrêts —                                              | Matériel Caravelle                                          | Jours de fonctionnement L, Ma, Me, J, V, S                  | Jour / Soir / Nuit / Fêtes O / N / N / N                    | Voy. / an 271 (A1 et A2)                                    | Exploitant Maury Transports                                 |
| A2    | Desserte : - Villes et lieux desservis : Herbignac, Férel, La Roche-Bernard                            |                                                             |                                                             |                                                             |                                                             |                                                             |                                                             |                                                             |                                                             |
| A2    | Autre : - Particularité : ligne virtuelle sur réservation - Date de dernière mise à jour : 31 mai 2020 |                                                             |                                                             |                                                             |                                                             |                                                             |                                                             |                                                             |                                                             |
| A2    | Dernière actualisation : —                                                                             |                                                             |                                                             |                                                             |                                                             |                                                             |                                                             |                                                             |                                                             |

#### Anciennes lignes régulières
| Ligne | Caractéristiques | Caractéristiques                                              | Caractéristiques                                              | Caractéristiques                                              | Caractéristiques                                              | Caractéristiques                                              | Caractéristiques                                              | Caractéristiques                                              | Caractéristiques                                              |
| 3     | La Baule-Escoublac, gare SNCF ⥋ Saint-Nazaire, cité sanitaire | La Baule-Escoublac, gare SNCF ⥋ Saint-Nazaire, cité sanitaire | La Baule-Escoublac, gare SNCF ⥋ Saint-Nazaire, cité sanitaire | La Baule-Escoublac, gare SNCF ⥋ Saint-Nazaire, cité sanitaire | La Baule-Escoublac, gare SNCF ⥋ Saint-Nazaire, cité sanitaire | La Baule-Escoublac, gare SNCF ⥋ Saint-Nazaire, cité sanitaire | La Baule-Escoublac, gare SNCF ⥋ Saint-Nazaire, cité sanitaire | La Baule-Escoublac, gare SNCF ⥋ Saint-Nazaire, cité sanitaire | La Baule-Escoublac, gare SNCF ⥋ Saint-Nazaire, cité sanitaire |
| ----- | --- | ------------------------------------------------------------- | ------------------------------------------------------------- | ------------------------------------------------------------- | ------------------------------------------------------------- | ------------------------------------------------------------- | ------------------------------------------------------------- | ------------------------------------------------------------- | ------------------------------------------------------------- |
| 3     | Ouverture / Fermeture 1er septembre 2015 / 4 septembre 2017 | Longueur —                                                    | Durée —                                                       | Nb. d’arrêts —                                                | Matériel Lion's City                                          | Jours de fonctionnement L, Ma, Me, J, V, S, D                 | Jour / Soir / Nuit / Fêtes O / N / N / O                      | Voy. / an —                                                   | Exploitant Keolis Atlantique                                  |
| 3     | Desserte : - Villes et lieux desservis : La Baule-Escoublac, Pornichet, Saint-Nazaire - Gares et stations Hélyce desservies : gare de La Baule-Escoublac, Océanis, Heinlex, Bouletterie, cité sanitaire                                                   |                                                               |                                                               |                                                               |                                                               |                                                               |                                                               |                                                               |                                                               |
| 3     | Autre : - Particularité : la ligne est remplacée par la ligne mutualisée L13 - Date de dernière mise à jour : 31 mai 2020 |                                                               |                                                               |                                                               |                                                               |                                                               |                                                               |                                                               |                                                               |
| 3     | Dernière actualisation : — |                                                               |                                                               |                                                               |                                                               |                                                               |                                                               |                                                               |                                                               |
| 20    | La Baule Bus | La Baule Bus                                                  | La Baule Bus                                                  | La Baule Bus                                                  | La Baule Bus                                                  | La Baule Bus                                                  | La Baule Bus                                                  | La Baule Bus                                                  | La Baule Bus                                                  |
| 20    | La Baule-Escoublac, place des Palmiers ⥋ Pornichet, gare SNCF |                                                               |                                                               |                                                               |                                                               |                                                               |                                                               |                                                               |                                                               |
| 20    | Ouverture / Fermeture 1er septembre 2015 / 31 mai 2022, | Longueur —                                                    | Durée —                                                       | Nb. d’arrêts —                                                | Matériel City 29 Efes Citybus                                 | Jours de fonctionnement L, Ma, Me, J, V, S, D                 | Jour / Soir / Nuit / Fêtes O / N / N / O                      | Voy. / an 14 669                                              | Exploitant Maury Transports                                   |
| 20    | Desserte : - Villes et lieux desservis : La Baule-Escoublac, Pornichet - Gares desservies : gare de La Baule-Escoublac, gare de Pornichet |                                                               |                                                               |                                                               |                                                               |                                                               |                                                               |                                                               |                                                               |
| 20    | Autre : - Remarque : remplacée par les lignes 20 Est et 20 Ouest, - Date de dernière mise à jour : 1er juin 2022 |                                                               |                                                               |                                                               |                                                               |                                                               |                                                               |                                                               |                                                               |
| 20    | Dernière actualisation : — |                                                               |                                                               |                                                               |                                                               |                                                               |                                                               |                                                               |                                                               |
| 31    | Le Pouligu'en Bus | Le Pouligu'en Bus                                             | Le Pouligu'en Bus                                             | Le Pouligu'en Bus                                             | Le Pouligu'en Bus                                             | Le Pouligu'en Bus                                             | Le Pouligu'en Bus                                             | Le Pouligu'en Bus                                             | Le Pouligu'en Bus                                             |
| 31    | Le Pouliguen, marché ⥋ Le Pouliguen, marché |                                                               |                                                               |                                                               |                                                               |                                                               |                                                               |                                                               |                                                               |
| 31    | Ouverture / Fermeture 1er septembre 2015 / 31 août 2016 | Longueur —                                                    | Durée —                                                       | Nb. d’arrêts —                                                | Matériel Sprinter                                             | Jours de fonctionnement L, Ma, Me, J, V, S, D                 | Jour / Soir / Nuit / Fêtes O / N / N / O                      | Voy. / an —                                                   | Exploitant Maury Transports                                   |
| 31    | Desserte : - Villes et lieux desservis : Le Pouliguen, Batz-sur-Mer - Gares desservies : gare du Pouliguen |                                                               |                                                               |                                                               |                                                               |                                                               |                                                               |                                                               |                                                               |
| 31    | Autre : - Particularité : la ligne n'a circulé que pendant l'été 2016. - Date de dernière mise à jour : 4 juin 2020 |                                                               |                                                               |                                                               |                                                               |                                                               |                                                               |                                                               |                                                               |
| 31    | Dernière actualisation : — |                                                               |                                                               |                                                               |                                                               |                                                               |                                                               |                                                               |                                                               |
| -     | Navette estivale électrique de La Baule | Navette estivale électrique de La Baule                       | Navette estivale électrique de La Baule                       | Navette estivale électrique de La Baule                       | Navette estivale électrique de La Baule                       | Navette estivale électrique de La Baule                       | Navette estivale électrique de La Baule                       | Navette estivale électrique de La Baule                       | Navette estivale électrique de La Baule                       |
| -     | La Baule, Les Salines ⥋ La Baule, Les Salines |                                                               |                                                               |                                                               |                                                               |                                                               |                                                               |                                                               |                                                               |
| -     | Ouverture / Fermeture 2010 / — | Longueur —                                                    | Durée —                                                       | Nb. d’arrêts —                                                | Matériel Bluebus 22                                           | Jours de fonctionnement L, Ma, Me, J, V, S, D                 | Jour / Soir / Nuit / Fêtes O / N / N / O                      | Voy. / an —                                                   | Exploitant Keolis Atlantique                                  |
| -     | Desserte : - Villes et lieux desservis : La Baule-Escoublac |                                                               |                                                               |                                                               |                                                               |                                                               |                                                               |                                                               |                                                               |
| -     | Autre : - Particularités : - navette gratuite circulant l'été et certaines vacances scolaires ; - mise en place en été 2010 par la mairie de La Baule-Escoublac, intégrée au réseau Lila en été 2014 puis intégrée au réseau Lila Presqu'île en été 2016. |                                                               |                                                               |                                                               |                                                               |                                                               |                                                               |                                                               |                                                               |
| -     | Dernière actualisation : — |                                                               |                                                               |                                                               |                                                               |                                                               |                                                               |                                                               |                                                               |

### Transport scolaire
Le réseau Lila Presqu'île transporte 5 200 élèves sur 120 circuits scolaires et 1 000 points d'arrêts.

## État de parc
Le parc est constitué de plusieurs types de véhicules.
- Fast Starter LE (3 véhicules)
- Setra S416 LE Business (4 véhicules)
- Mercedes Citaro C2 (5 véhicules)
- Mercedes Conecto 2021 Hybrid (2 véhicules)
- Mercedes Citaro o530 facelift (1 véhicule)
- Mercedes Intouro (~50 véhicules)
- MAN Lion's City (5 véhicules)
- Irisbus Crossway et Iveco Crossway (~10 véhicules)
- Irisbus Axer (3 véhicules)
- Anadolu Isuzu Citibus (3 véhicules)
- Mercedes Sprinter (2 véhicules)
- Volkswagen Crafter I (Mini-Bus) (1 véhicule)
- Erener Efes Citybus (4 véhicules)
- Dietrich City 29 (3 véhicules)
- Volkswagen Caravelle (9 véhicules)